# Thông Huyễn Tịch Linh
Thông Huyễn Tịch Linh (zh. 通幻寂靈, ja. tsūgen jakurei) 1322-1391, là một vị Thiền sư Nhật Bản, thuộc tông Tào Động, một trong năm vị đại đệ tử của Thiền sư Nga Sơn Thiều Thạc (zh. 峨山韶碩, ja. gasan jōseki, 1275-1365). Trong năm vị đại đệ tử này thì Sư là thượng thủ. Lúc còn nhỏ Sư đã đọc kinh và năm lên 17, Sư xuất gia cầu đạo. Ban đầu, Sư đến học với Thiền sư Minh Phong Tố Triết (1277-1350) tại chùa Đại Thừa (ja. daijō-ji). Nơi đây, Sư tu tập không kể ngày đêm và vì vậy được tăng chúng cũng như dân dã xung quanh tôn kính. Sau hơn mười năm tu tập với Minh Phong, Sư chuyển sang Tổng Trì tự (ja. sōji-ji) tu học với Thiền sư Nga Sơn và ngay tại đây, Sư triệt ngộ và được Nga Sơn ấn khả.
Song song với bạn đồng học Thái Nguyên Tông Chân (zh. 太源宗真, ja. taigen sōshin, ?-1370), Sư rất thành công trong việc truyền bá dòng thiền Tào Động. Sư khai sáng và trụ trì nhiều thiền viện lớn và nhiều thiền sinh đến tham học dưới sự hướng dẫn của Sư—khắt khe nhưng nhiệt tình. Trong số các vị đệ tử thì Liễu Am Huệ Minh (zh. 了菴慧明, ja. ryōan emyō) trội hơn hết. Liễu Am lần lượt trụ trì Tổng Trì tự, Vĩnh Trác tự (ja. yōtaku-ji) và sau khai sáng Tối Thừa tự (ja. saijō-ji) tại Sagami.